# Roland Peqini
Roland Peqini (25 de Novembro de 1990, Albânia) é um futebolista albanês que joga como zagueiro pelo KS Dinamo Tiranë da Albânia .